# Wolfgang Beck (Germanist)
Wolfgang Beck (* 20. April 1971 in Würzburg) ist ein deutscher germanistischer Mediävist.

## Leben
Beck studierte von 1991 bis 1997 in Würzburg Deutsche Sprache und Literatur und Geschichte. Die Promotion erfolgte dort 2002 mit einem altgermanistischen Thema „Die Merseburger Zaubersprüche“, veröffentlicht 2003 in der Reihe Imagines Medii Aevi als neues Standardwerk. An der Universität Jena erfolgte 2010 die Habilitation mit einer Arbeit zur Überlieferungsgeschichte deutscher Literatur des Mittelalters in Thüringen (veröffentlicht 2017). Wolfgang Beck ist außerplanmäßiger Professor für Germanistische Mediävistik an der Universität Jena.
Beck hat Professuren in Augsburg, Jena, Leipzig und München vertreten. Er forscht und publiziert zur Überlieferungsgeschichte mittelalterlicher deutscher Literaturen, zur Regionalen Literaturgeschichte Thüringens, zur Historischen Dialektologie des Mittelhochdeutschen, zur Althochdeutschen Sprache und Literatur, zur Runologie und zur germanischen und mittelalterlichen Mythologie und Religionsgeschichte sowie zur altgermanischen Dichtung. Als Autor hat er Artikel zur zweiten Auflage des Reallexikons der Germanischen Altertumskunde ab dem Band 25 verfasst sowie altgermanistische und altskandinavistische Artikel zum Metzler Lexikon Literatur in der 3. überarbeiteten Auflage von 2007.

## Werke
Monographien
- Die Merseburger Zaubersprüche. Wiesbaden 2003 (= Imagines Medii Aevi 16) 2., korrigierte Auflage Wiesbaden 2011.
- Die Merseburger Zaubersprüche. Eine Einführung. Erweiterte 2. Auflage. Petersberg 2015 (= Kleine Schriften der Vereinigten Domstifter zu Merseburg und Naumburg und des Kollegiatstifts Zeitz Bd. 8).
- Deutsche Literatur des Mittelalters in Thüringen. Eine Überlieferungsgeschichte. Stuttgart 2017 (= Beihefte zur Zeitschrift für deutsches Altertum und deutsche Literatur 26).

Beiträge in Auswahl
- Runisch feha. Namenkundliches zur S-Fibel von Weingarten. In: Historische Sprachforschung 114 (2001), S. 309–318.
- birenkict. Zu einem Pferdefuß des Zweiten Merseburger Zauberspruchs. In: insprinc haptbandun. Referate des Kolloquiums zu den Merseburger Zaubersprüchen auf der XI. Fachtagung der Indogermanischen Gesellschaft in Halle/Saale (17.-23. September 2000). Hrsg. von Heiner Eichner und Robert Nedoma. Teil I. [= Die Sprache. Zeitschrift für Sprachwissenschaft 41 (1999; Erscheinungsjahr: 2002)], S. 89–103.
- Fulda und die Merseburger Zaubersprüche. In: Fuldaer Geschichtsblätter 80 (2004), S. 45–66.
- Snorri Sturluson. Der Mythos des Nordens. In: Künstler, Dichter, Gelehrte. Unter Mitarbeit von Margarete Springeth hrsg. von Ulrich Müller und Werner Wunderlich. Konstanz 2005 (= Mittelalter-Mythen 4), S. 963–979.
- Neue Fragmente des 'Psalmenkommentars' des Österreichischen Bibelübersetzers aus dem Staatsarchiv Altenburg/Thüringen. In: Zeitschrift für deutsches Altertum und deutsche Literatur 136 (2007), S. 68–71.
- Grenzen und Möglichkeiten einer Corpuserstellung deutscher Literatur des Mittelalters in Thüringen. In: Ostmitteldeutsche Schreibsprachen im Spätmittelalter. Hrsg. von Luise Czajkowski, Corinna Hoffmann und Hans Ulrich Schmid. Berlin 2007, S. 154–164.
- Eine 'Erfurter Hauspostille'. Zu Herkunft und Überlieferung der Predigtsammlung 'Paradisus anime intelligentis'. In: Mittelalterliche Sprache und Literatur in Eisenach und Erfurt. Tagung anlässlich des 70. Geburtstags von Rudolf Bentzinger am 22. 8. 2006. Hrsg. von Annegret Haase, Martin J. Schubert und Jürgen Wolf. (= Kultur, Wissenschaft, Literatur. Beiträge zur Mittelalterforschung 18). Frankfurt am Main 2008, S. 104–121.
- Neues zur Runeninschrift auf dem Goldbrakteaten Schonen II-C. In: Amsterdamer Beiträge zur älteren Germanistik 65 (2009), S. 11–25.
- mise en abyme im 'Frauendienst' Ulrichs von Liechtenstein. In: Archiv für das Studium der neueren Sprachen und Literaturen 248 (2011), S. 258–269.
- Die Würzburger Markbeschreibungen – Aspekte einer Neubewertung. In: Sprachwissenschaft 38 (2013), S. 211–226.
- Die expernancz würt mangem schwer – Zur 'Mörin' Hermanns von Sachsenheim. In: Zeitschrift für deutsches Altertum und deutsche Literatur 142 (2013), S. 490–497.
- Die Runeninschrift auf der Gürtelschnalle von Pforzen als Zeugnis der germanischen Heldensage? In: Futhark. International Journal of Runic Studies 7 (2016, publ. 2017), S. 29–45.
- Reading Runes in Late Medieval Manuscripts. In: Reading Runes. Proceedings of the Eighth International Symposium on Runes and Runic Inscriptions. Nyköping, Sweden, 2–6 September 2014. Edited by Mindy MacLeod, Marco Bianchi and Henrik Williams. Uppsala 2021 (Runrön. Runologiska bidrag utgivna av Institutionen för nordiska språk vid Uppsala universitet 24), S. 225–232.
- Reimspiel und Reimzwang. Zur Dichtkunst Konrads von Würzburg. In: Spielformen des Lyrischen im späten Mittelalter. In Verbindung mit Ingrid Bennewitz und Freimut Löser hrsg. von Jens Haustein und Dorothea Klein (Imagines Medii Aevi 57). Wiesbaden 2023, S. 125–136.